# Џон Ванбру
Џон Ванбру (енгл. Sir John Vanbrugh, IPA:  или IPA: ; 1664—1726) је британски драматург и архитекта , најзначајнији представник енглеског барока. Године 1714. краљ Џорџ I доделио му је титулу сер.

## Детињство и младост
Пореклом је Фламанац. Био је убеђени виговац и сматрао је да је британска парламентарна демократија у опасности. Учествовао је у завери којом је тадашњег краља Џејмса II ваљало свргнути, а на трон довести Вилијама Оранског. Године 1690, на повратку из Хага, где је био у посети Вилијаму, Ванбруа су у Калеу ухапсиле француске власти оптуживши га за шпијунажу. У француском затвору провео је две године.

## Књижевни рад
За време заточеништва, Ванбру је проучио принципе Молијерових комедија како би могао написати своју комедију. Године 1695, у Лондону је постављена његова прва комедија карактера - „Непоправљиви, или врлина у опасности“ (The Relapse, or, Virtue in Danger) - коју је публика прихватила са одушевљењем. Ванбру је и са следећом комедијом, насловљеном „Увређена жена“ (The Provoked Wife) (1697), доживео успех.
Популарност Ванбруових представа сметала је пуританским слојевима друштва који су његове комедије сматрали непристојним. Ванбру је, упркос свему, писао француске фарсе до навршене четрдесет године, када се код њега изненада пробудило интересовање за архитектуру.

## Архитектонска дела
Његов први пројекат био је замак Хауард (Castle Howard), који је урадио 1702. за краљевског ризничара, лорда Карлајла. Већ у првом раду Ванбру показује интерес за барок континенталне Европе, посебно за театралне ефекте и конвенције. Овај стил није био прихваћен у тадашњој Енглеској, па су његове креације лоциране северно од Ламанша.
Ванбруову пренаглашену маштовитост и склоност ка драматичности каналисао је Ванбруов сарадник Николас Хоксмур, искусни професионалац који је дуго радио са Кристофером Реном. Ванбру и Хоксмур су вероватно најславнији пар у историји архитектуре. Њихово заједничко ремек-дело је Бленимска палата, пројектована 1705. за Џона Черчила, војводу од Молбороа.
Свађа са војводином женом приморала је Ванбруа да откаже учешће у реализацији свога најбољег пројекта и прихвати друге поруџбине. Лорд Карлајл га је препоручио краљици Ани, која је Ванбруу поверила изградњу Опере на Хајмаркету у Лондону. Позориште Хајмаркет и данас постоји, али се, због слабе акустике, рачуна у Ванбруове неуспехе.
После Хоксмурове смрти, Ванбру наставља да ради сам, при чему његове замисли временом задобијају чвршћу геометрију и сведеност. Његовим последњим ремек-делом сматра се имање Ситон Делавал у Нортамберланду — омања грађевина, слична замку, добро распоређене масе и величанствених пропорција.
Ванбру се бавио и вртном архитектуром. Од 1711. до 1735. са дизајнером Чарлсом Бриџменом дизајнирао је и обликовао врт на имању Стоу (енгл. Stowe House). Инспирисани радовима Џорџа Лондона, Хенрија Вајза и Стивена Свицера, врт првобитно конципирају у енглеском барокном стилу. Из тог периода су и Ванбруови Бахусов храм из 1718. и пирамида подигнута 1726.